# 미우라 토모카즈
미우라 도모카즈(일본어: 三浦 友和, 1952년 1월 28일 ~ )는 일본의 배우이다. 본명은 미우라 미노루(三浦 稔)이며, 야마나시현 엔잔 시(현: 고슈시) 출신이다.
도쿄 도립 히노 고등학교를 졸업했으며, 부인은 전직 가수이자 배우인 야마구치 모모에이다(1980년 11월 19일 결혼). 장남은 록 밴드 피키 솔트의 보컬 겸 기타인 유(미우라 유타로)이며, 차남은 배우 미우라 다카히로이다.

## 출연 작품

### 텔레비전 드라마
- 1972년 《시크릿부대》
- 1973년 《형사군》
- 1975년 《붉은 의혹》
- 1975년 《해바라기의 시》
- 1976년 《붉은 충격》
- 1978년 《바람이 그쳤다》
- 1978년 《적인가 아군인가? 3대3》
- 1979년 《이웃의 별》
- 1980년 《붉은 사선》
- 1980년 《행복전쟁》
- 1982년 《서부경찰》
- 1987년 《독안룡 마사무네》
- 1989년 《19세》
- 2001년 《빙점 2001》
- 2001년 《HERO》
- 2002년 《토시이에와 마츠》
- 2003년 《블랙잭에게 안부를》
- 2004년 《세상의 중심에서 사랑을 외치다》
- 2006년 《순정 반짝》
- 2008년 《장미가 없는 꽃집》
- 2008년 《유성의 인연》
- 2009년 《도쿄 DOGS》
- 2010년 《신참자》
- 2011년 《요코야마 히데오 서스펜스 보복》
- 2013년 《가장 먼 은하》
- 2013년 《오늘은 안녕》

### 영화
- 1974년 《이즈의 무희》
- 1975년 《파도소리》
- 1975년 《푸른 산맥》
- 1975년 《절창》
- 1975년 《그 녀석과 나》
- 1975년 《바람이 멈추었다》
- 1976년 《별과 산바람》
- 1976년 《슌킨쇼》
- 1977년 《청년의 나무》
- 1977년 《진흙투성이의 순정》
- 1977년 《스가타 산시로》
- 1977년 《안개깃발》
- 1978년 《잔조》
- 1979년 《황금의 파트너》
- 1979년 《화이트 러브》
- 1979년 《먼 내일》
- 1979년 《천사를 유혹하다》
- 1980년 《고도》
- 1982년 《대일본제국》
- 1982년 《해협》
- 1984년 《천국의 역 HEAVEN STATION》
- 1984년 《사요나라 쥬피터》
- 1985년 《태풍클럽》
- 1989년 《226》
- 1990년 《머나먼 고시엔》
- 1992년 《하늘이 이렇게 푸를 리 없어》
- 1994년 《푸른 하늘과 가장 가까운 장소》
- 1997년 《도쿄맑음》
- 1998년 《아,봄》
- 1999년 《M/OTHER》
- 2000년 《행복한 가족계획》
- 2004년 《녹차의 맛》
- 2005년 《사요나라 컬러》
- 2005년 《올웨이즈 3번가의 석양》
- 2006년 《출구 없는 바다》
- 2006년 《천사의 알》
- 2007년 《텐텐》
- 2007년 《올웨이즈 3번가의 석양 속편》
- 2008년 《음으로 양으로 핀다》
- 2009년 《헤븐스 도어》
- 2009년 《지지 않는 태양》
- 2010년 《아웃레이지》
- 2010년 《달팽이 식당》
- 2010년 《마루 밑 아리에티》
- 2011년 《마이 백 페이지》
- 2011년 《별을 지키는 개》
- 2011년 《RAILWAYS 사랑을 전하지 못하는 어른들에게》
- 2012년 《ALWAYS 3번가의 석양'64》
- 2012년 《웰컴 홈, 하야부사》
- 2012년 《아웃레이지 비욘드》
- 2013년 《스트로베리 나이트》
- 2016년 《64 파트 1》
- 2023년 《퍼펙트 데이즈》 - 토요야마 역